# Cases unifamiliars al carrer Barcelona, 48-54 (Castellterçol)
Les Cases unifamiliars al carrer Barcelona, 48-54 són un conjunt de habitatges unifamiliars de Castellterçol (Moianès) inclòs a l'Inventari del Patrimoni Arquitectònic de Catalunya.

## Descripció
Edifici format per dues cases entre parets mitgeres, de planta baixa i golfes. En un extrem s'obre una galeria que trenca la composició simètrica de la façana. Les obertures de la planta baixa són rectangulars i una línia motllurada, que va d'un extrem a l'altre de la façana, les va resseguint. A les golfes les obertures són circulars i estan encerclades per unes motllures amb elements vegetals, igual que a la cornisa.

## Història
Casa situada en el primer eixample de Castellterçol, de principis del segle xx, amb edificis de tipus ciutat-jardí.